# 韓裕
韓 裕（はん ゆう、1963年4月17日 - ）は、日本の実業家。在日韓国人とのハーフとして生まれたが、現在は日本に帰化している。京都府中郡峰山町（現・京丹後市）出身。
2021年現在、パチンコ店最大手のマルハン代表取締役・東日本カンパニー社長。

## 略歴
マルハン創業者の韓昌祐を父親に、日本人を母親に持ち、7人兄弟の次男として生まれる。通名は西原だったが、あまり使う機会はなかった。峰山町立峰山中学校、京都商業高等学校（現：京都先端科学大学附属中学校・高等学校）を経て、法政大学卒業。
高校時代は硬式野球部に所属し、1981年の第63回全国高等学校野球選手権大会ではレギュラーとして出場。決勝まで勝ち進んだが、金村義明を擁する報徳学園高に敗れ準優勝。この際にいわゆる通名ではなく本名で出場選手登録を行ったことで話題を呼び「手紙が段ボール箱いっぱいに届いた」。法政大学でも野球部に所属するが、本人曰く「エンジョイ野球に徹しよう」という状態で、練習後は毎日近所のパチンコ店に通うのが常だった。
大学在学中の1983年、20歳になったのを期に日本国籍に帰化。ちなみにこの際、法務局から「なんで本名のままなんだ」と文句を言われたという。
大学卒業後の1988年に地産に入社、ゴルフ事業部に配属されるが、2年後の1990年に転職して、父親が経営するマルハンに入社。元々兄が若くしてアメリカで事故で亡くなったということもあり、「家族みんなで事業を支えていく」という状態だったという。
2008年にマルハンの社長に就任した。
2012年6月、日本遊技関連事業協会（日遊協）副会長に就任。
2021年4月、マルハンの社内カンパニー制導入に伴い、同社東日本カンパニー社長（関東地区、静岡県、長野県、山梨県を管轄）となった。